# Liste der denkmalgeschützten Objekte in Weistrach
Die Liste der denkmalgeschützten Objekte in Weistrach enthält die 5 denkmalgeschützten, unbeweglichen Objekte der Gemeinde Weistrach im niederösterreichischen Bezirk Amstetten.

## Denkmäler
| Foto |                 | Denkmal                                                                  | Standort                                     | Beschreibung | Metadaten |
| ---- | --------------- | ------------------------------------------------------------------------ | -------------------------------------------- | --- | --- |
| ja   | Datei hochladen | Burgruine, Wasserburg Zaucha HERIS-ID: 111867 Objekt-ID: 129881seit 2012 | nördlich Hartlmühl 63 Standort KG: Hartlmühl | In einer versumpften Niederung des Zauchabaches befinden sich die kaum erkennbaren Reste einer mittelalterlichen Wasserburg. Die ovale Anlage verfügte über eine doppelte Umwallung bzw. einen dreifachen Wassergraben. Der Zentralbereich hatte einen Durchmesser von etwa 18 m, der Gesamtdurchmesser der Wälle wird in der Literatur mit etwa 70 m angegeben, was im Vergleich zu dem relativ kleinen Kernplateau bemerkenswert ist. Anmerkung: Ein Auwaldgrundstück mit kaum erkennbaren Spuren einer Burg | BDA-Hist.: Q37827188 Status: Bescheid Stand der BDA-Liste: 2025-06-30 Name: Burgruine, Wasserburg Zaucha GstNr.: 730, 757/1                                  |
| ja   | Datei hochladen | Schloss Rohrbach, Gesamtanlage HERIS-ID: 111339 Objekt-ID: 129153        | Rohrbach 1 Standort KG: Rohrbach             | Der annähernd quadratische dreigeschoßige Bau mit Walmdach und vortretenden Ecktürmen wurde um 1600 errichtet. Die freistehende Schlosskapelle aus der Mitte des 18. Jahrhunderts ist dem heiligen Johannes Nepomuk geweiht. Das Schloss gelangte 1972 in den Besitz der Familie Mautner Markhof. | BDA-Hist.: Q37823340 Status: Bescheid Stand der BDA-Liste: 2025-06-30 Name: Anlage Schloss Rohrbach GstNr.: 1, .1/1, .1/2 Schloss Rohrbach (Weistrach)       |
| ja   | Datei hochladen | Gemeindeamt HERIS-ID: 50809 Objekt-ID: 56187                             | Dorf 1 Standort KG: Weistrach                | In dem zweigeschoßigen hakenförmigen Bau mit Schopfwalmdach, 1758 bis 1761 errichtet, war früher die Schule untergebracht. | BDA-Hist.: Q38042294 Status: Bescheid Stand der BDA-Liste: 2025-06-30 Name: Gemeindeamt GstNr.: .18                                                          |
| ja   | Datei hochladen | Ehem. Pfarr- und Vikariatshof HERIS-ID: 31538 Objekt-ID: 28510           | Pfarrsiedlung 9 Standort KG: Weistrach       | Die Kernsubstanz des Bauwerks stammt aus dem ersten Viertel des 17. Jahrhunderts. Um 1900 erfolgte eine Aufstockung und eine Fassade mit secessionistischen Elementen wurde angebracht. | BDA-Hist.: Q37942911 Status: Bescheid Stand der BDA-Liste: 2025-06-30 Name: Ehem. Pfarr- und Vikariatshof GstNr.: 24 Ehem. Pfarr- und Vikariatshof Weistrach |
| ja   | Datei hochladen | Kath. Pfarrkirche hl. Stephan HERIS-ID: 31537 Objekt-ID: 28509           | Standort KG: Weistrach                       | Eine spätgotische Hallenkirche mit neugotischen An- und Erweiterungsbauten. Die Einrichtung ist weitgehend neugotisch. | BDA-Hist.: Q1341159 Status: § 2a Stand der BDA-Liste: 2025-06-30 Name: Kath. Pfarrkirche hl. Stephan GstNr.: .19 Pfarrkirche hl. Stephan Weistrach           |